# Chersomorpha hyphantria
Chersomorpha hyphantria es una especie de polilla de la familia Tortricidae.

## Distribución
Se encuentra en Papúa Nueva Guinea, Sumba, y en la isla Java en (Indonesia).